# Узовце
Узовце (слч. Uzovce) насељено је мјесто са административним статусом сеоске општине (слч. obec) у округу Сабинов, у Прешовском крају, Словачка Република.

## Становништво
| Година:    | 1994. | 2004.   | 2014.   | 2024.   |
| ---------- | ----- | ------- | ------- | ------- |
| Број људи: | 479   | 494     | 531     | 537     |
| Разлика:   |       | +3,13 % | +7,48 % | +1,12 % |

| Година:    | 2023. | 2024.   |
| ---------- | ----- | ------- |
| Број људи: | 529   | 537     |
| Разлика:   |       | +1,51 % |

Према подацима о броју становника из 2011. године насеље је имало 530 становника.